# Psila pseudobicolor
Psila pseudobicolor är en tvåvingeart som beskrevs av Soos 1985. Psila pseudobicolor ingår i släktet Psila och familjen rotflugor. Inga underarter finns listade i Catalogue of Life.